# 福岡ソフトバンクホークス (ファーム)
福岡ソフトバンクホークス（ふくおかソフトバンクホークス、Fukuoka SoftBank Hawks）のファームは、日本のプロ野球球団・福岡ソフトバンクホークスの下部組織として設置されているファームチームである。ウエスタン・リーグの球団のひとつ。

## 本拠地
福岡県筑後市にあるHAWKSベースボールパーク筑後（正確にはメイン球場の「タマホーム スタジアム筑後」）である。南海ホークス時代は、大阪府堺市の中百舌鳥球場（「中モズ球場」とも）を本拠地とし、福岡ダイエーホークスとなった時に福岡市東区の福岡市雁の巣レクリエーションセンター野球場に移転。2016年に筑後市に建設が進められていた新球場に移転している。

## 歴史・概要
1949年9月に南海ホークス二軍として創設され初代監督に岡村俊昭が就任するが、結成時は二軍のリーグ化が進められていなかったため対外試合を行う機会は限定的であった。1950年11月24日、10チームが参加した「日本マイナーチームトーナメント大会」の決勝戦において阪神タイガースに勝利して優勝する。
1951年、一軍監督・山本（鶴岡）一人の提案でホークス二軍より南海電気鉄道子会社の南海土建に出向させる形で同社の野球部を創設し、社会人チームと対戦。8月の第22回都市対抗野球大会で準優勝するも、大会後はプロ選手の集団登録が禁止された。
1952年結成の関西ファーム・リーグに参加、1955年に同リーグを改組して成立したウエスタン・リーグにも引き続き所属。1989年に一軍が南海からダイエーとなり福岡県へフランチャイズを移転したことに伴い、二軍本拠地も中百舌鳥球場から雁の巣レクリエーションセンターへ移転した。
なお、かつて福岡を本拠地としていた西鉄ライオンズ（現埼玉西武ライオンズ）は主として移動時間の問題より、二軍本拠地を大阪府に置いていたことがあるが、1975年には山陽新幹線が開通しており移動手段の充実が図られたことからホークスの移転に際しては二軍本拠地を一軍と共に福岡へ移転することは特に問題とはならなかった。
2008年、ファーム日本選手権で東京ヤクルトスワローズを5対1で破り、初のファーム日本一を達成した。
2011年から「三軍」制を採用した。三軍は育成・研修生の選手など、支配下登録外の選手を中心に編成したチームで、四国アイランドリーグplusのチームとの定期交流戦「ソフトバンク杯」をはじめとして主に九州・沖縄の社会人野球チームとの交流戦を展開し、実戦経験を積むことを目的とする。2012年からは韓国の二軍リーグ「フューチャーズリーグ」との交流試合（約20試合）を組み、現地に遠征して対戦する。なおフューチャーズリーグには「賞典外参加」という特別枠での扱いのため、公式戦とはみなさない練習試合扱いとなる。
2012年、4年ぶり7度目のリーグ優勝を達成するが、ファーム日本選手権では千葉ロッテマリーンズに4対0で敗れている。2013年、2年連続8度目のリーグ優勝を達成し、ファーム日本選手権でヤクルトに4対3で勝利し、5年ぶり2度目のファーム日本一を達成した。2014〜2016年もリーグ優勝を果たしており、特に2016年シーズンにおいてファームリーグ新記録の5連覇を達成している。
2016年に本拠地を移転する計画が上がり、福岡ヤフオク!ドームから1時間圏内などを条件として候補自治体を募集したところ、周辺5県の34の市町から応募があり、その中から福岡県の4つの市に絞り、最終的に筑後市を候補地として選んだ。その後新球場・練習場などの整備へ向けた同市との交渉に入り、2014年3月27日、正式にファーム本拠地契約を締結した。
新球場は2015年1月9日に着工、メイン球場はウエスタンリーグ開幕に間に合せ、2016年春に完成した。この他、サブ球場、屋内練習場、選手寮、クラブハウスを設置する。球場用地は、九州新幹線筑後船小屋駅下車すぐのところにある筑後広域公園スポーツゾーンに建設された。
2015年9月新本拠地の名称がHAWKSベースボールパーク筑後に決まった。
2023年に三軍のさらに下の階級として「四軍」の設置を検討していることが報じられた。実際、2021年のプロ野球ドラフト会議に於いては、新人の育成選手（練習生）を大挙14人指名し、2022年は正式な支配下登録者が66人、育成選手38人の総勢104人と契約を結んでシーズンの開幕を迎え、三軍は社会人野球・四国アイランドリーグplusなどの独立リーグやKBOリーグの二軍戦・フューチャーズリーグなどとの公式交流戦などを含め、実に100試合以上を開催した事例があり、そこで出場機会を得られなかった選手の実戦機会の提供強化につながるとしている。
この四軍は2022年11月30日にリリースされ、三・四軍を含めた育成チームの試合数は、独立リーグ・社会人チームなどとの交流戦・ビジターゲームを含め年間で229試合程度をこなす予定であるとした。これに付随して、一軍から四軍の全選手の一貫した選手強化を施すため、投手と野手それぞれにコーディネーター制度を設け、コーチ間の連携に留まらず、データーサイエンスとハイパフォーマンス双方の部門の連携を図ることで多角的な選手育成を進めること、ファーム独身寮の増設（2023年9月完成予定）、バイオメカニクスやトラッキングシステムを利用した最先端設備を導入したハイテク機能を強化した練習環境の整備、三・四軍の試合をインターネットの動画配信チャンネル「ホークスTV」での上映、タマホームスタジアム筑後での主管試合における中学生以下の子供の入場を無料とするなどの施策を整えていくという。また筑後市を含む周辺地域の「学びの場」として社会見学による体験学習や、団体観戦行事（文化鑑賞会）などにもタマスタを活用してもらう。

## 歴代監督
- 1950年 - 不明：岡村俊昭
- 1962年 - 1968年：柚木進
- 1969年 - 1972年：岡本伊三美
- 1973年 - 1982年：穴吹義雄
- 1983年 - 1985年：小池兼司
- 1986年：鈴木孝雄
- 1987年 - 1988年：柴田猛（第1次）
- 1989年 - 1990年：藤原満
- 1991年 - 1992年：柴田猛（第2次）
- 1993年 - 1995年：有本義明
- 1996年：古賀英彦（第1次）
- 1997年：寺岡孝
- 1998年：石毛宏典
- 1999年 - 2000年：古賀英彦（第2次）
- 2001年 - 2002年：定岡智秋
- 2003年 - 2004年：森脇浩司
- 2005年 - 2006年：秋山幸二
- 2007年 - 2008年：石渡茂
- 2009年 - 2010年：鳥越裕介
- 2011年 - 2013年：小川一夫
- 2014年：石渡茂（第2次）
- 2015年 - 2017年：水上善雄
- 2018年 - 2020年：小川一夫（第2次）
- 2021年：藤本博史
- 2022年 - 2023年：小久保裕紀
- 2024年 - ：松山秀明

### 三軍
- 2011年 - 2013年：小川史（第1次）
- 2014年：水上善雄（統括コーチ）
- 2015年：小川史（第2次）
- 2016年：石渡茂
- 2017年：佐々木誠
- 2018年：関川浩一
- 2019年 - 2020年：藤本博史
- 2021年：森浩之
- 2022年：小川史（第3次）
- 2023年：森山良二[12]
- 2024年：小川史（第4次）

### 四軍
- 2023年：小川史[12]
- 2024年 - ：斉藤和巳